# Audició musical
L'audició musical és una tècnica de la pedagogia musical que promou l'escolta activa de la música, així com el desenvolupament de la capacitat auditiva per les potencialitats cognitives, psicològiques i educatives que té escoltar música de forma activa.

## Descripció
L'audició és l'acte d'escoltar, d'estar atent. Desenvolupant capacitats de percepció, assimilació, comprensió i gaudi musical. La música és expressió i comunicació, per tant l'audició desenvolupa les habilitats comunicatives i receptives tant a nivell musical com extra musical. L'educació musical està canviant el paradigma tradicional de l'audició. Les noves metodologies dirigides cap a l'audició activa són cada cop més aplicades i reconegudes. L'elaboració d'activitats creatives juntament amb metodologies constructivistes i l'ús de les TIC, fa que l'educació musical clàssica quedi obsoleta davant dels nous models educatius basats en l'audició, la interpretació i la creativitat.
Segons Silvia Malbarán, escoltar és trobar sentit a les relacions sonores presents en una obra musical. Comprendre el discurs musical, els patrons, modes d'organització, desenvolupaments temàtics, etc. Podem per tant concebre l'audició musical com un mode múltiple i simultani de processament d'informació. Per tant, posa en joc habilitats i disposicions que integren la reflexió, el pensament constructiu, l'actitud significativa i la persistència en l'atenció.
El primer àmbit important és la percepció musical: l'audició musical entra dintre del procés d'alimentació que condueix a la interiorització d'elements i materials sonors i musicals. Per a assolir l'adquisició de coneixements musicals serà necessari el domini vocal, corporal e instrumental d'eixos elements i materials a través de les distintes formes d'expressió musical.
Segons Aaron Copland, hi ha tres plans d'escolta musical:
1. Sensual: pel plaer que produeix el so en si mateix.
2. Expressiu: busquem a la música un significat extra musical.
3. Analític: purament musical, la música existeix veritablement quant a les notes i la seva manipulació.

Finalment cal destacar l'anàlisi musical com a forma de comprensió i discriminació del material sonor. La seva finalitat és la comprensió i enteniment per part de l'oient. Els seus components bàsics són els següents: 
- So:
  - Timbre: selecció, combinació, grau de contrast d'instruments i veus
  - Àmbit: Tessitura, efectes especials, explotació de l'idioma, articulació en la superfície.
  - Textura i trama: Duplicació, superposició, contrast de components, homofònic, cantus firmus, contrapuntístic, polaritzat (policoralitat, melodia/baix xifrat; melodia/acompanyament; sol/tutti)
  - Dinàmiques: tipus, freqüència, degudes a la instrumentació a l'àmbit...

- Harmonia: 
  - Funcions principals: color i tensió
  - Etapes de tonalitat: lineal, modal, bifocal, unificada, expandida, policèntrica, atonal, serial. Estabilitat i inestabilitat de la tonalitat...
  - Relacions de moviment: esquemes interiors de modalitats, i modulacions.
  - Acords: alteracions, dissonàncies, progressions, seqüències...
  - Ritme harmònic: acòrdic, inflexió, ritme de tonalitat.
  - Intercanvi de parts: contrapunt, imitació, cànon, fuga, estretto, augmentació/disminució.

- Melodia: 
  - Àmbit: mode, tessitura, vocal/instrumental.
  - Moviment: graus conjunts, disjunts, salts, actiu/estable, articulat/continu, cromàtic/diatònic
  - Disseny: ascendent, descendent, anivellat, ondulant, quebrat...
  - Funcions: primàries, secundàries (cantus firmus, ostinato)

- Ritme: 
  - Ritme de la superfície: vocabulari i freqüència de durades i disseny.
  - Continuum: mètrica (regular, irregular, additiu, sincopat, hemiòlia), tempo, dimensió (fracció, pulsació, motiu, subfrase, frase, període...)
  - Interaccions: ritme de textura, ritme harmònic, ritme de contorn...